# Edmond Nazarjan
Edmond Armen Nazarjan (in bulgaro Едмонд Армен Назарян?; Sofia, 19 gennaio 2002) è un lottatore bulgaro, specializzato nella lotta greco-romana. Ha vinto la medaglia d'oro continentale agli europei di Roma 2020, nel torneo dei 55 chilogrammi.

## Biografia
È figlio di Armen Nazarjan, lottatore di origini armene due volte campione olimpico (ad Atlanta 1996 e a Sydney 2000), ed allenatore della nazionale rumena.
A livello giovenile ha vinto la medaglia di bronzo nei 45 chilogrammi ai Giochi olimpici giovanili di Buenos Aires 2018, due ori europei nella categoria cadetti (2018 e 2019) ed un bronzo iridato (2018).
Ai campionati europei di Roma 2020 ha vinto il titolo continentale nel torneo dei 55 chilogrammi, sconfiggendo in semifinale l'ex campione Eldəniz Əzizli e in finale il campione uscente Vitalij Kabaloev.

## Palmarès
- Europei

Roma 2020: oro nei 55 kg.
Budapest 2022: argento nei 60 kg.
- Giochi olimpici giovanili

Buenos Aires 2018: bronzo nei 45 kg.